# Истон (Пенсильвания)
И́стон (англ. Easton) — город и административный центр округа Нортгемптон, штат Пенсильвания, США.

## География
Истон расположен в месте впадения реки Лихай в реку Делавэр, примерно в 100 километрах к северу от Филадельфии и к западу от Нью-Йорка. Вместе с Аллентауном и Бетлехемом Истон образует столичный округ Аллентаун-Бетлехем-Истон.

## История
Первое поселение основано в 1739 году. Населённый пункт под нынешним названием образован в 1752 году. В 1758 году здесь был заключен мирный договор с индейским племенем делаваров.

## Геология
В 1904 году на «Каштановом холме» был обнаружен минерал истонит, названный в честь города.

## Экономика
В районе города развито виноделие. В Истоне находится производство трубных муфт. Известен колледж Лафайет.

## Персоналии
- Сэмюэл Д. Гросс (1805—1884) — хирург.
- Джеймс Маккин Кеттелл (1860—1944) — психолог.
- Леонард Лэнс (род. 1952) — политик.
- Джек Коулман (род. 1958) — актёр.
- Омар Дум (род. 1976) — актёр.
- Рэндел Манро (род. 1984) — автор комиксов.
- Джордж Тейлор (1716—1781) — отец-основатель.
- Ларри Холмс (род. 1949) — боксер.